# العلاقات الألبانية الجنوب سودانية
العلاقات الألبانية الجنوب سودانية هي العلاقات الثنائية التي تجمع بين ألبانيا وجنوب السودان.

## مقارنة بين البلدين
هذه مقارنة عامة ومرجعية للدولتين:
| وجه المقارنة                                              | ألبانيا                                                    | جنوب السودان                  |
| --------------------------------------------------------- | ---------------------------------------------------------- | ----------------------------- |
| المساحة (كم2)                                             | 28.75 ألف                                                  | 619.75 ألف                    |
| عدد السكان (نسمة)                                         | 3.02 مليون                                                 | 12.58 مليون                   |
| الكثافة السكانية (ن./كم²)                                 | 105.04                                                     | 20.3                          |
| العاصمة                                                   | تيرانا                                                     | جوبا                          |
| اللغة الرسمية                                             | اللغة الألبانية                                            | لغة إنجليزية                  |
| العملة                                                    | ليك ألباني                                                 | جنيه جنوب سوداني، جنيه سوداني |
| الناتج المحلي الإجمالي (بليون دولار)                      | 13.04 مليار                                                | 2.90 مليار                    |
| الناتج المحلي الإجمالي (تعادل القوة الشرائية) بليون دولار | 33.17 مليار                                                | 22.88 مليار                   |
| الناتج المحلي الإجمالي الاسمي للفرد دولار أمريكي          | 3.94 ألف                                                   | 73                            |
| الناتج المحلي الإجمالي للفرد دولار أمريكي                 | 11.11 ألف                                                  | 2.02 ألف                      |
| مؤشر التنمية البشرية                                      | 0.764                                                      | 0.467                         |
| رمز المكالمات الدولي                                      | +355                                                       | +211                          |
| رمز الإنترنت                                              | .al                                                        | .ss                           |
| المنطقة الزمنية                                           | توقيت وسط أوروبا، ت ع م+01:00، ت ع م+02:00، أوروبا/تيرانا ‏ | ت ع م+03:00                   |

## منظمات دولية مشتركة
يشترك البلدان في عضوية مجموعة من المنظمات الدولية، منها:
| علم المنظمة | اسم المنظمة                               | تاريخ انضمام ألبانيا | تاريخ انضمام جنوب السودان |
| ----------- | ----------------------------------------- | -------------------- | ------------------------- |
|             | الاتحاد البريدي العالمي                   | ?                    | ?                         |
|             | مؤسسة التنمية الدولية                     | 15 أكتوبر 1991       | 18 أبريل 2012             |
|             | الأمم المتحدة                             | 14 ديسمبر 1955       | 14 يوليو 2011             |
|             | منظمة الشرطة الجنائية الدولية             | ?                    | ?                         |
|             | وكالة ضمان الاستثمار متعدد الأطراف        | 15 أكتوبر 1991       | 18 أبريل 2012             |
|             | مؤسسة التمويل الدولية                     | 15 أكتوبر 1991       | 18 أبريل 2012             |
|             | البنك الدولي للإنشاء والتعمير             | 15 أكتوبر 1991       | 18 أبريل 2012             |
|             | الاتحاد الدولي للاتصالات                  | 2 يونيو 1922         | 3 أكتوبر 2011             |
|             | المركز الدولي لتسوية المنازعات الاستشارية | 14 نوفمبر 1991       | 18 مايو 2012              |
|             | يونسكو                                    | 16 أكتوبر 1958       | 27 أكتوبر 2011            |

## وصلات خارجية
- موقع وزارة الخارجية الألبانية
- موقع وزارة الخارجية الجنوب سودانية